# Франческо Прателла
Франческо Балілла Прателла (італ. Francesco Balilla Pratella; 1 лютого 1880, Луго — 17 травня 1955, Равенна) — італійський композитор і музикознавець, прихильник футуризму.

## Життєпис
Франческо Балілла Прателла народився в італійському Луго 1 лютого 1880 року. Батько-гітарист, перші уроки гри Франческо отримав у нього. У 1899 році розпочав навчання в консерваторію Пезаро, де навчався у П'єтро Масканьї і Антоніо Чіконьяні. У 1903 році завершив освіту, отримав диплом композитора. Переїхав до Парижа, де познайомився з Луїджі Руссоло і приєднався до групи художників — футуристів. До знайомства з Філіппо Томмазо Марінетті і приєднання до футуристів, досліджував народні пісні . Написав п'ять симфонічних поем, створивши цикл «Романья», який пізніше став основою для опери в трьох діях на романському діалекті «Розаліна дей Вергон». У 1909 році здобув перемогу у конкурсі «Баруцці». Виконав інтермецо «Розалін дей Вергон» в муніципальному театрі в Імолі 20 серпня 1910 року. Тут зустрівся з Філіппо Томмазо Марінетті, з яким до цього тільки листувався. З 1911 року жив на віллі поблизу Порта Фаенца, де гостями були художники, музиканти та письменники. Там бували Джорджо Моранді, молоді Джакомо Веспасіана і Філіппо де Пізіс, письменник Ріккардо Баккелі, скульптор Доменіко Рамбеллі, художники Роберто Селла і Ніно Пазі. У тому ж році почав роботу над футуристичної оперою «Авіатор Дро», в якій увів в оркестр народні інструменти і дудки. Прем'єра опери 4 вересня 1920 на сцені театр у Россіні в Луго пройшла з успіхом. У 1912 році в Болоньї видавництвом Бонджованні була опублікована книга під назвою «Музика футуристів», в якій творчість Франческо Балілла Прателла представлено, як точка відліку в виникненні футуристичної музики. У 1915 році в Мілані познайомився з Сергієм Стравінським, Сергієм Дягілєвим, Леонідом Мясін і Сергієм Прокоф'євим. Його захоплення націоналізмом призвело до дистанціювання від музики Клода Дебюссі, Арнольда Шенберга, Густава Малера і Моріса Равеля.
З 1920 року Франческо Балілла Прателла оселився в Романьї, де познайомився з музикантом Чезаре Мартуцці, разом з яким розпочали дослідження фольклору Романьї. Франческо Балілла Прателла помер 17 травня 1955 року в Равенні.

## Творчість
Автор «Технічного маніфесту футуристичної музики» (1911). У цьому маніфесті він оголосив головними рисами музики майбутнього атоналізм, енгармонізм, абсолютну поліфонію і вільний ритм. Атоналізм проголошував принцип відмови від звичних тонів і замість однієї конкретної тональності, обраної для твору, використовував всі 12 нот. Жоден акорд не зобов'язаний вирішуватися в якийсь інший, математична логіка побудови тонів відсутня. Основного акорду немає, а, значить, і підкорятися більше нікому. Всі звуки рівні, самодостатні і ніщо більше не означає мінору або мажору. Завдяки висловлюванню про нові принципи музичної побудови, у XX столітті народилося безліч ідей, які лягли в основу різних композиторських концепцій. Ці нововведення зустріли опір з боку класичних музикознавців, але прихильники футуристичної музики теж були. У 1913 році були придумані шумові модулятори, відомі також як «шумові коробки Руссоло». У наступні роки Франческо Балілла Прателла приєднався до фашистів. Для експериментального театру Антона Джуліо Брагальі композитор склав «Диявольський менует» і «Танці війни». Їм були написані інтермецо для драми Філіппо Томмазо Марінетті «Вогняний барабан». Він також написав музику для футуристичних пантомім «Фабрикант Бога» і «З народного». Творча спадщина композитора налічує чотири опери, низку інструментальних і вокальних творів, твори з теорії футуризму в музиці. Серед творів Франческо Балілла: опери — «Лілія» (1905), «Авіатор Дро» (1920), «Колискова ляльці» (1923; дитяча опера), «Фабіано» (1939) та ін.; для оркестру — 5 симфонічних поем («Романья», «Каплиця в Полента» і ін.), «Три танці», «Війна» і ін.; струнний квартет, фортепіанне тріо, 2 сонати для скрипки і фортепіано, соната для органу, соната для гармоніум, скрипкові і фортепіанні п'єси, музика до п'єс і кінофільмів; обробки старовинної італійської музики.